# ديفيد بيليتييه
ديفيد بيليتييه (بالإنجليزية: David Pelletier)‏ هو متزلج فني أمريكي، ولد في 14 يوليو 1982.

## وصلات خارجية
- ديفيد بيليتييه على موقع الاتحاد الدولي للتزلج (الإنجليزية)